# John Ireland (compositor)
John Ireland   (Bowdon, 13 d'agost de 1879 - Rock Mill, 12 de juny de 1962), nascut John Nicholson Ireland va ser un compositor anglès.

## Biografia
Alumne de Charles Villiers a Stanford a la classe de composició, va estudiar al Royal College of Music de Londres de 1893 a 1901. Més tard va ensenyar en el mateix establiment, els seus alumnes van ser Benjamin Britten, Humphrey Searle, Ernest John Moeran, Alan Bush. També va ser organista al Chelsea de 1904 a 1926.
És conegut sobretot per les seves peces per a piano.

## Obra
John Ireland va deixar unes 100 obres, entre elles: 
- Decoracions per a piano (1915)
- 4 Preludis per a piano (1918)
- Forgotten Rite, preludi per a orquestra (1913; primera actuació el 1917 sota la direcció de Henry Wood)
- Sonata per a piano (1920)
- Mai-Dun, rapsòdia simfònica (1923)
- Sonatina per a piano (1928)
- 2 sonates per a violí i piano (1917)
- Sonata per a violoncel i piano (1924)
- Concert per a piano (1932)
- Llegenda per a piano i orquestra (1933)
- 3 trios amb piano (1918-1938)
- Una obertura de Londres per a orquestra (1937)
- Aquestes coses seran, per a baríton o tenor, cor i orquestra (1937)
- Concertino Pastorale per a orquestra de corda (1938)
- Sonata-Fantasia per a clarinet i piano (1943)
- Una obertura marítima per a banda de concerts (1946)
- Satyricon, obertura per a orquestra després de Petroni (1946)